# Brickell Arch
Brickell Arch es un rascacielos de oficinas en Brickell en el centro de Miami, Florida, Estados Unidos. Fue diseñado por la firma arquitectónica Kohn Pedersen Fox Associates PC (KPF). El edificio, de 50 metros y 168 metros de altura, está ubicado en el extremo sur de Brickell Avenue, en el distrito financiero. El 18 de abril de 2012, el Capítulo de la Florida de la AIA colocó el edificio en su lista de la Florida Architecture: 100 Years. 100 lugares. 
La arquitectura se basa libremente en el Arco Gateway de San Luis, de los cuales su fachada frontal imita ligeramente. Uno de los sobrenombres comunes de Miami es "The Gateway to Latin America", que también se parece mucho al apodo de San Luis, "The Gateway to the West". Se dice para dar la bienvenida a la gente a los Estados Unidos como el arco da la bienvenida a la gente al oeste. 
El edificio es la sede norteamericana para el Banco Espíritu Santo y contiene algunas oficinas de clase A. Un Hotel Conrad, así como algunas unidades residenciales ocupan el espacio restante. El edificio fue inaugurado el 1 de julio de 2004 y está ubicado en 1395 Brickell Avenue, a menos de una manzana de la estación Financial Metromover. 
El edificio ha sido presentado dos veces en Burn Notice, una vez como sede de un contratista de defensa, y de nuevo en un horizonte disparó. 

## Inquilinos
- General de Consulado francés, Miami (Suite 1050)[1]

Espirito Santo Banco Suite 400

## Galería

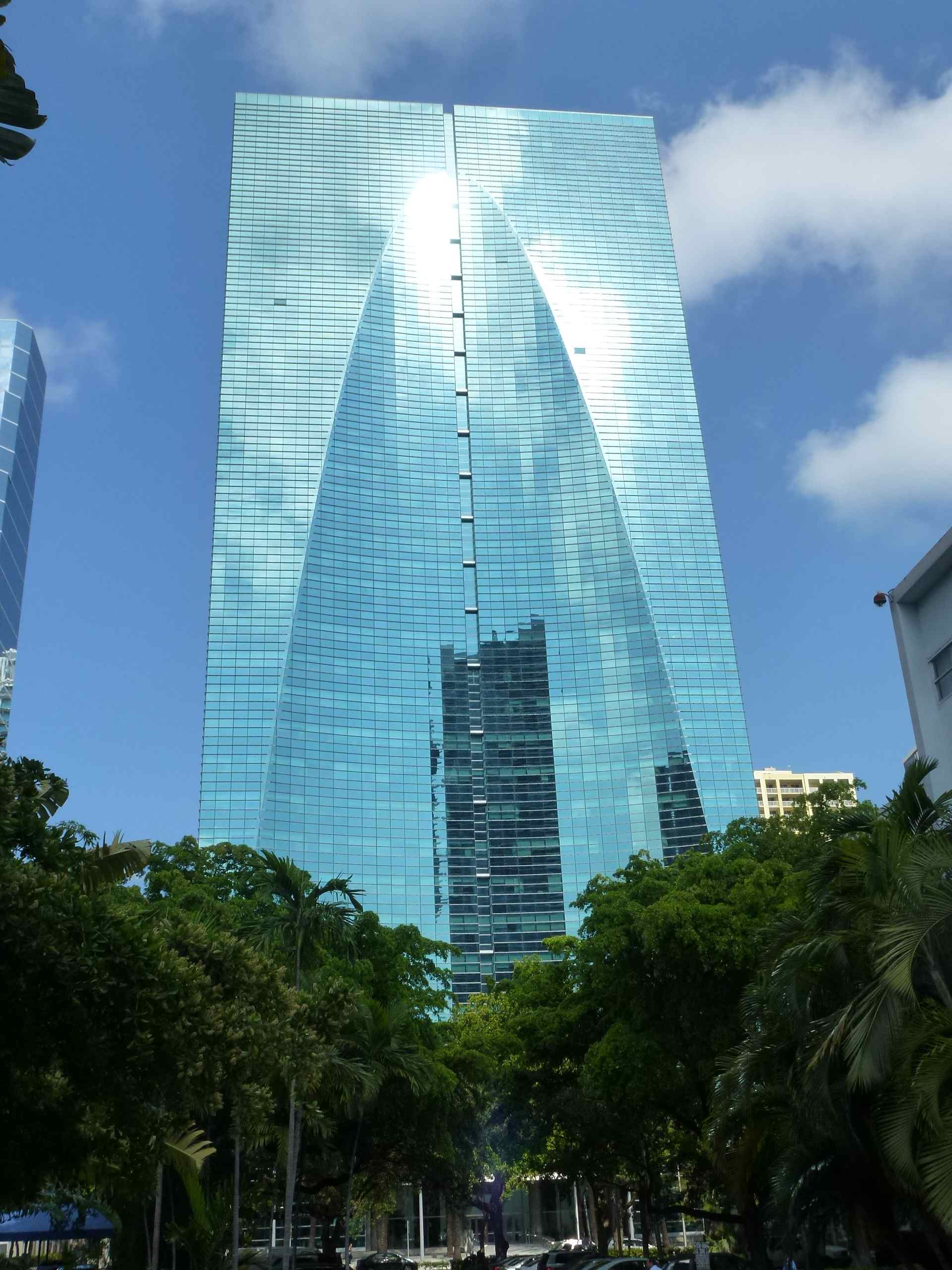
Vista de frente
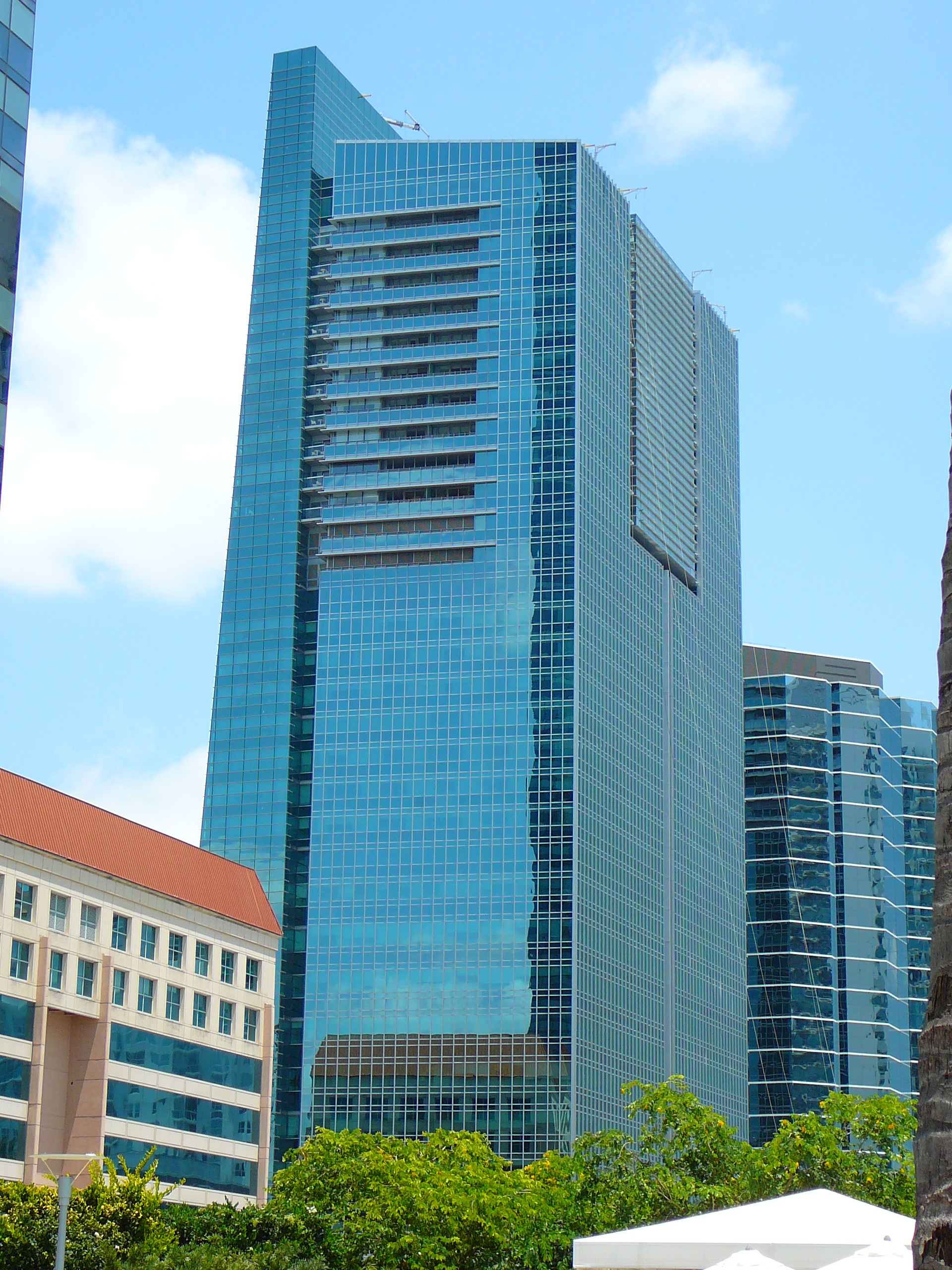
Vista de la parte posterior de la torre de la cubierta de piscina del Cuatro hotel de Estaciones en mayo 2008
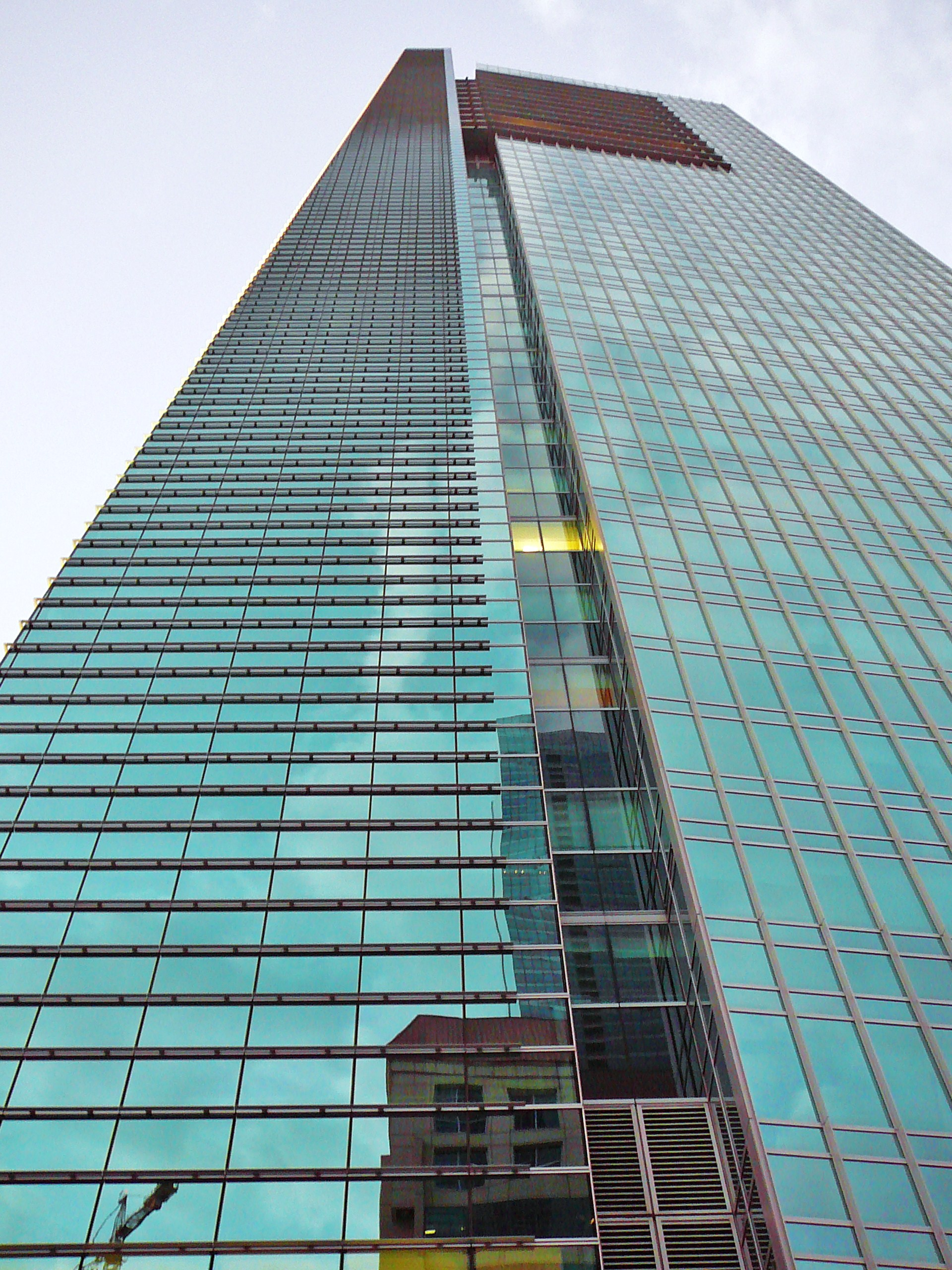
Vista de lado
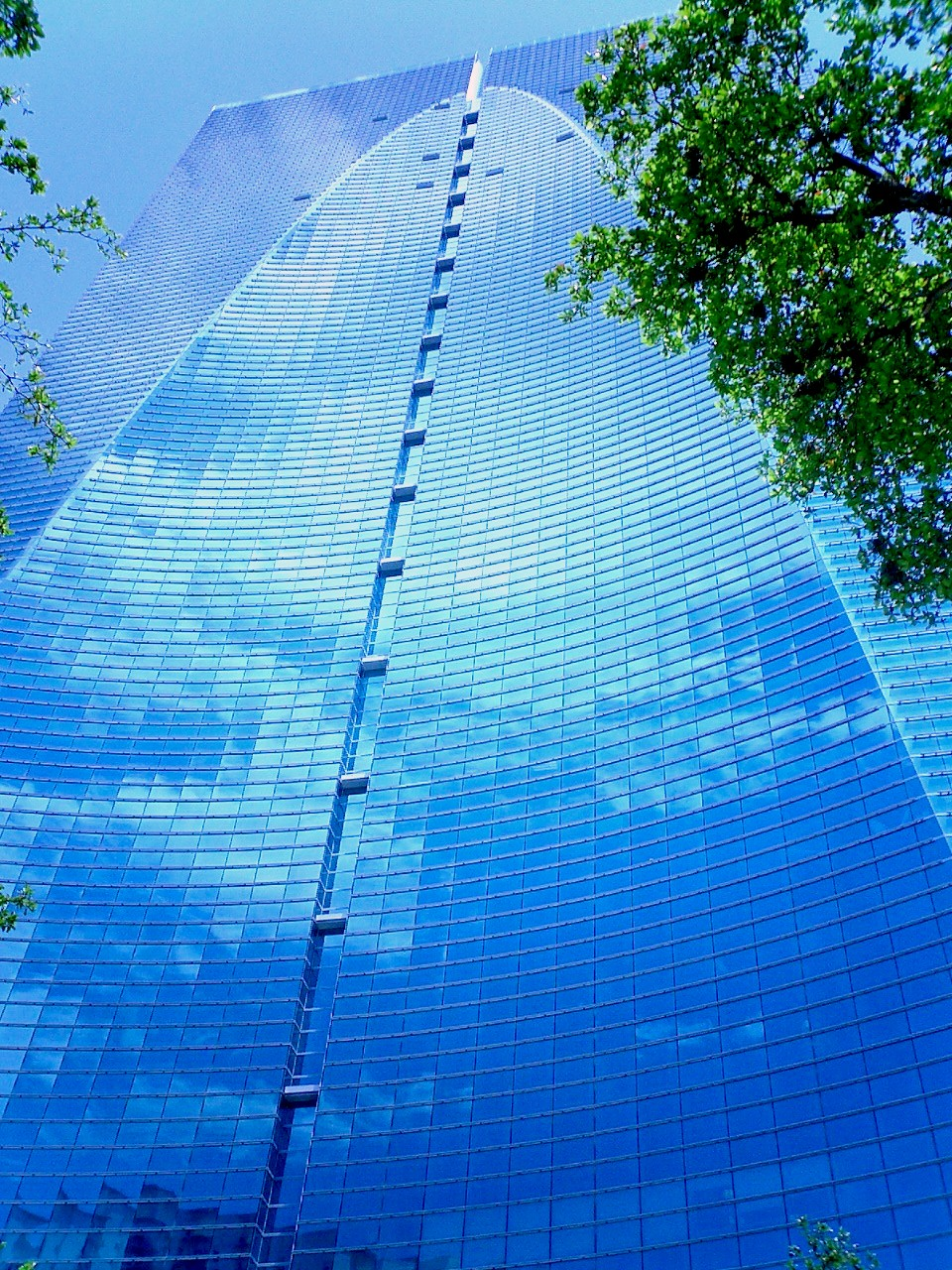
Fachada de frente cercana-arriba del Espirito Santo Plaza, mostrando cóncavo semi-teardrop diseño.
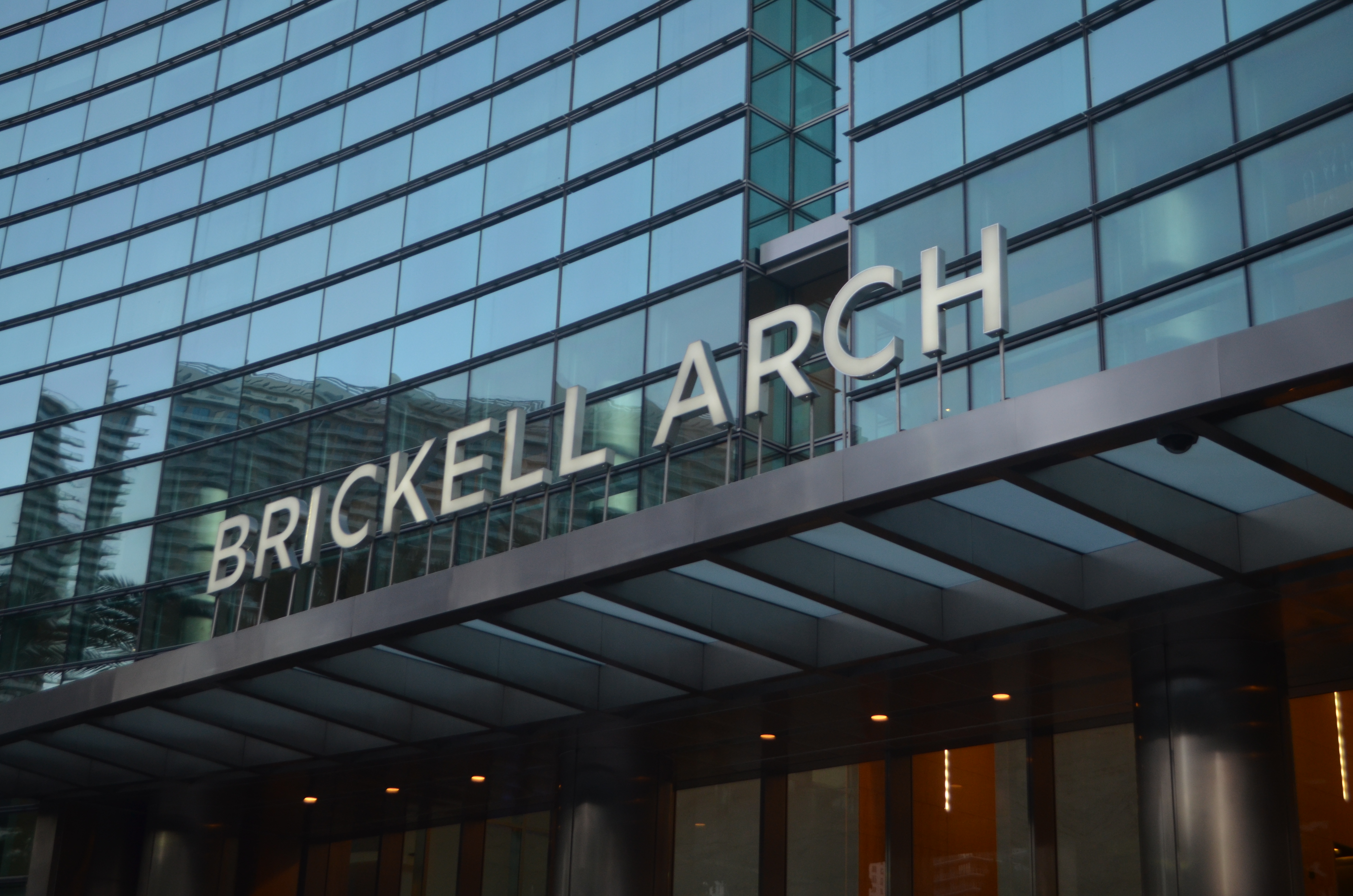
Una señal nueva después de rebautizar